# ジェフディ・アシュマン

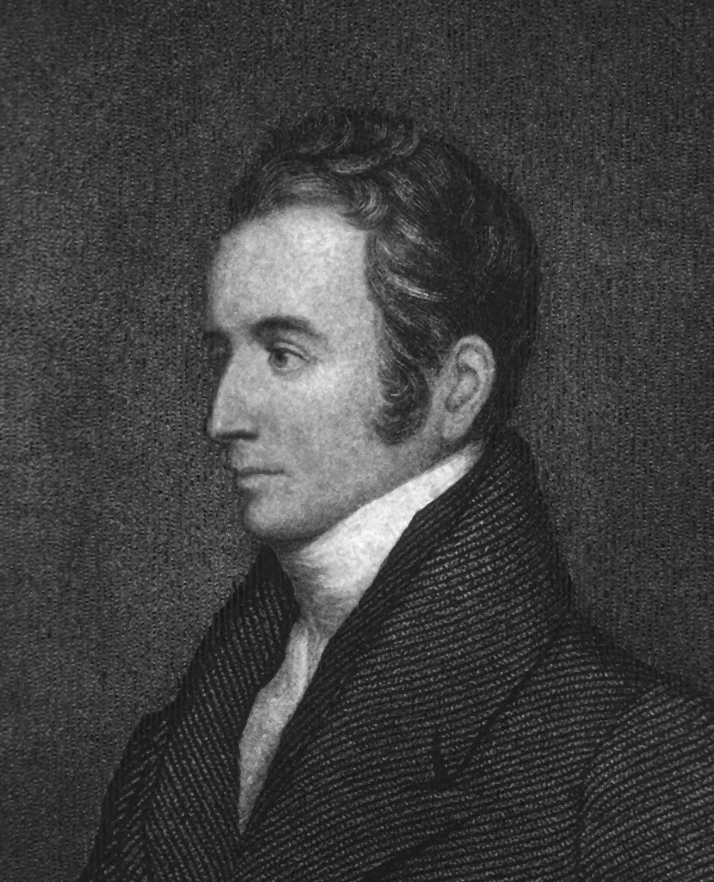
ジェフディ・アシュマン

ジェフディ・アシュマン（Jehudi Ashmun、1794年－1828年）はアメリカ合衆国の解放奴隷の黒人入植者達によるリベリアへの入植を支援し、リベリアに赴いたヨーロッパ系アメリカ人の代理人で、宗教リーダー、社会運動家、知事だった。
ジェフディ・アシュマンはニューヨーク州シャンプレイン（Champlain）近くの農場で1794年4月21日に生まれた。ミドルバリー大学とバーモント大学で学業を修め、メイン州で按手を受けて牧師となった。1818年に結婚。バンゴーにあるバンゴー神学校初代学長となり、比較的すぐにワシントンD.C.に移住したにもかかわらず1827年まで同校の教授として在籍した  。ワシントンD.C.では米国聖公会系の月刊誌の編集者として働いた。1820年にアメリカ植民地協会（ACS）と関わるようになり、ザ・アフリカン・インテリジェンサーという新聞を発刊。1822年、解放奴隷による西アフリカへの入植を支持するため、連邦政府の代理人として26歳の時に妻と37人の解放奴隷と共にリベリアへ派遣された。モンロビアの入植者たちはマラリアなどの風土病、ACSからの物資の供給不足や現地のアフリカ部族の攻撃の脅威に苦しんでいた。ACSからの許可を得ずして、彼は入植地の防衛を強化した。
ACSの指導者の一部による早期の反対や、彼の妻を死なせたマラリアなどに苦しめられたにもかかわらず彼はリベリアに残った。後にACSによる独裁的な命令を実行したために彼は入植者を敵に回すことになり、1824年に解放奴隷ロット・キャリー（Lott Carey）に率いられた入植者が反逆したときは、カーボベルデに一時的に避難した。アシュマンはACSの新しい秘書ラルフ・ランドルフ・ガーリーの助けによって入植地の政府を自由化し、再び入植者の支持を得た。1824年と1828年の間に彼はモンロビアの防衛を強化し、町の南と北の沿岸地域のリベリアの商業活動及び政治統制を強化した。アシュマンは当時の白人としては最も啓蒙的な人物だったが、黒人と白人の平等は信じていなかった。アシュマンはアメリカ合衆国によるアフリカの帝国支配を構想し、先住のアフリカ人から沿岸部や川沿いの土地を借りたり、買い上げたり、併合してリベリアの領地を広げた。
アフリカ人との交易は利潤が大きかったため、ほとんどのリベリア人は商業に従事することを希望した。アシュマン自身も貿易業者だったが、リベリアでの農業を奨励するため小冊子『リベリアの農夫』を出版し、1826年に『リベリア1821年-1823年のアメリカの入植地の歴史』を出版した。
6年間のリベリア滞在中にたびたび病気にかかり、彼はリベリアを去り、西インド諸島経由でアメリカ合衆国に帰還した。1827年コネチカット州のニューヘイヴンに到着したが、8月25日に34歳で没し、ニューヘイヴンのグローブ・ストリート霊園に埋葬された。